# نگاه جدید
نگاه جدید (انگلیسی: The New Look) یک مجموعه تلویزیونی آمریکایی در ژانر زندگی‌نامه‌ای درام است. فصل دوم این مجموعه نیز ساخته خواهد شد.

## داستان
این مجموعه داستان کریستیان دیور در پاریس پس از جنگ جهانی دوم را به تصویر می‌کشد، زمانی که خط مد خود را ایجاد کرد و به‌طور غیررسمی به نام نگاه جدید نامگذاری شد.

## بازیگران
- بن مندلسون در نقش کریستیان دیور
- ژولیت بینوش در نقش کوکو شنل
- میسی ویلیامز
- جان مالکوویچ
- امیلی مورتیمر
- کلیس بنگ
- اوگو بکر
- الکسیس لویزن در نقش ژان ماره
- توماس پویتیون در نقش پیر بالمن
- زابو بریتمن
- گلن کلوز
- نونو لوپس در نقش کریستوبال بالینسیاگا[۲]